# Spinophorosaurus
Spinophorosaurus là một chi khủng long, được Remes et al. mô tả khoa học năm 2009.